# Elatosaurus
Elatosaurus es un género extinto de sinápsidos no mamíferos.